# چرمه (سرایان)
چرمه روستایی در دهستان آیسک بخش آیسک شهرستان سرایان استان خراسان جنوبی ایران است. بر پایه سرشماری عمومی نفوس و مسکن در سال ۱۳۹۰ جمعیت این روستا ۸۳۵ نفر (در ۲۸۷ خانوار) بوده‌است.
چرمه در لغت به معنی اسب سفيد است.
آثار به جا مانده از آرامستان معروف به «گبرها» حکايت از قدمت روستا دارد.

## موقعیت
روستای چرمه از شمال به کوه‌های معروف به کمر و لشکرگاه در شهر کاخک و از شرق به نيمبلوک قاينات و از جنوب به سرايان و فردوس متصل است. 

## اقتصاد

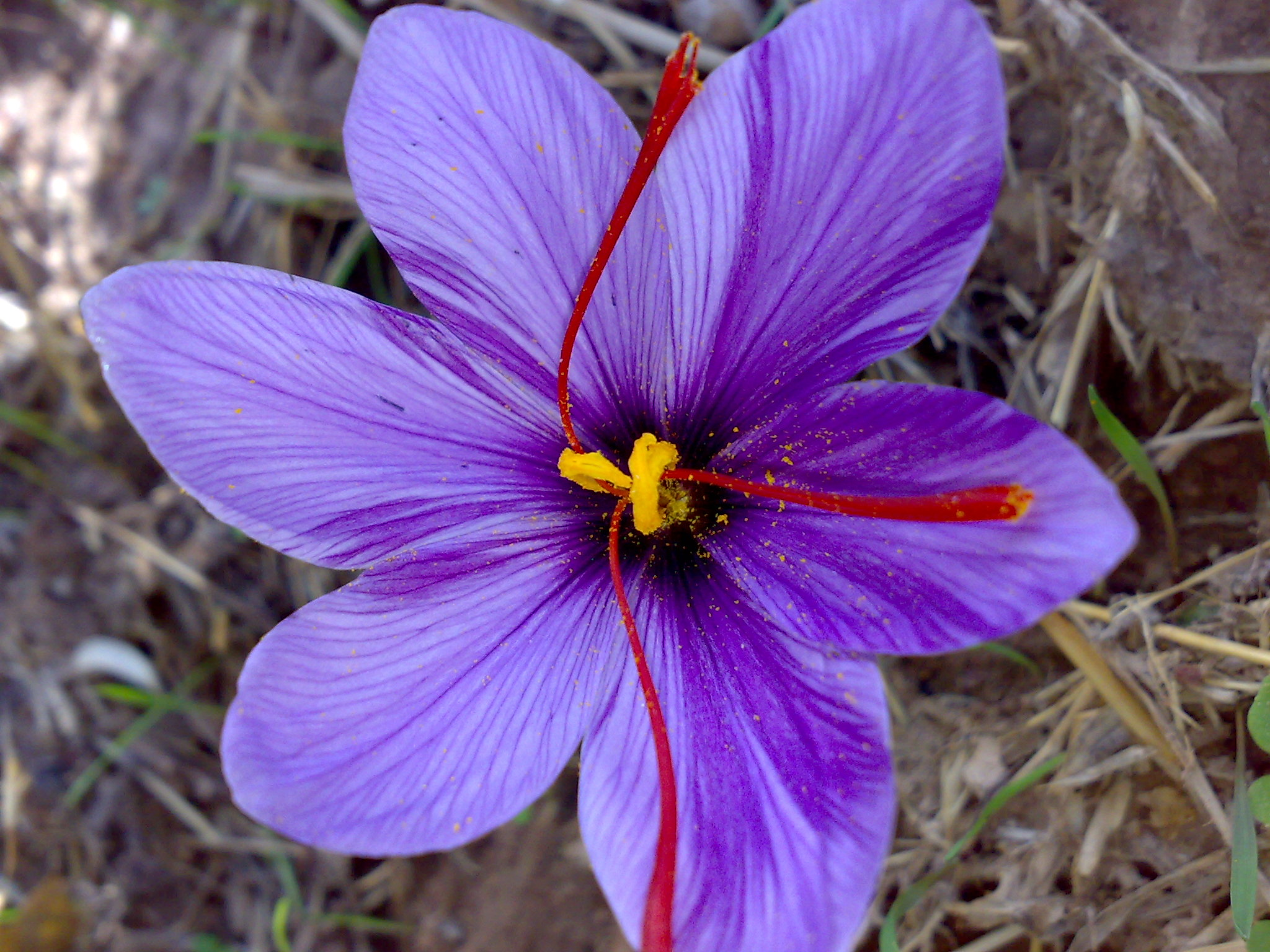
زعفران

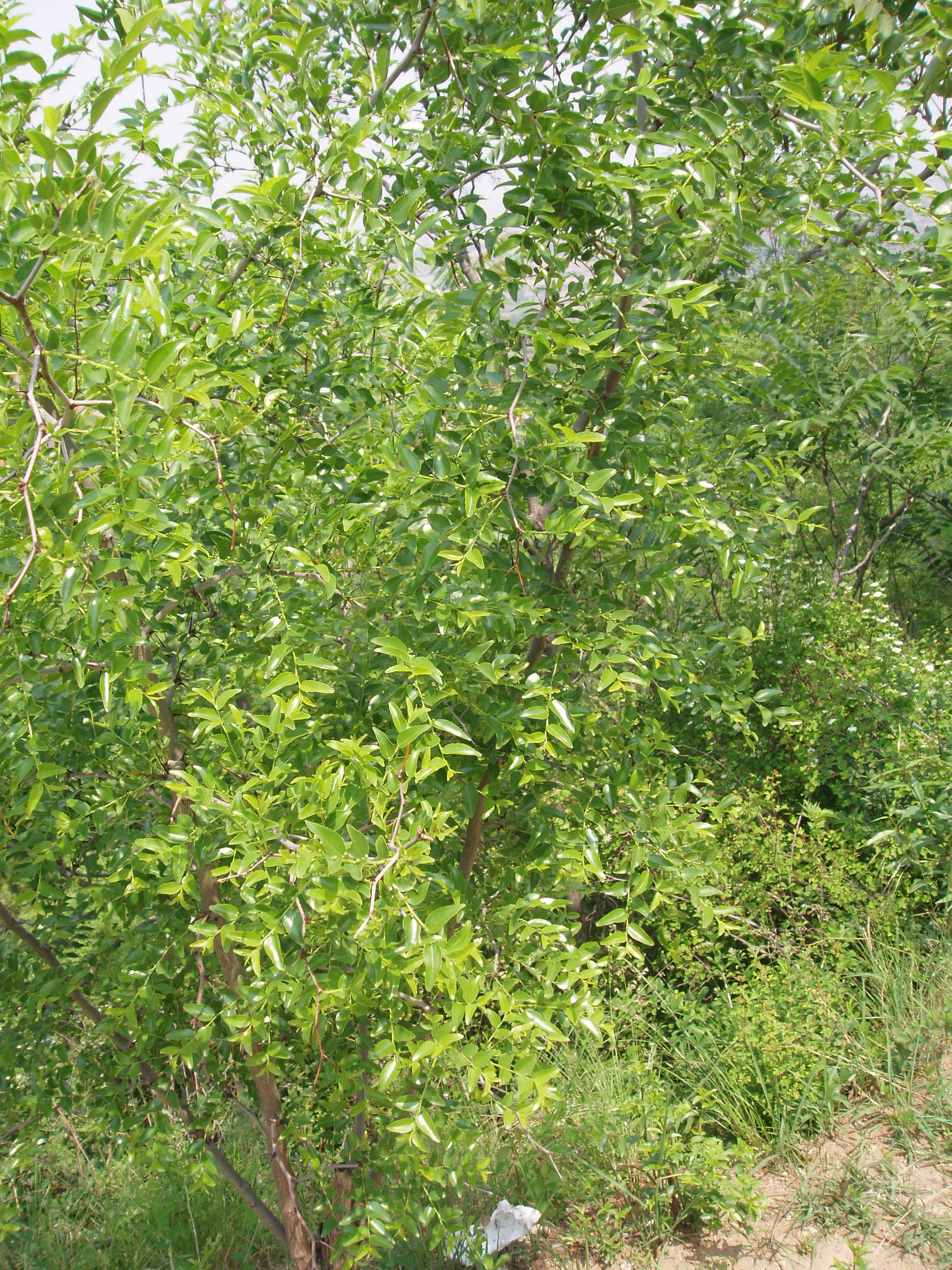
باغات چرمه

شغل اکثر مردم این روستا کشاورزی می باشد. 
محصولاتی طبیعی این روستا  زعفران ، انار ، عناب می باشد.

## گردشگری
- غار بتون اژدها

مزار پیراباذر از مکانهای زیارتی و گردشگری این روستا میباشد
- باغستان چرمه

باغستان چرمه از مکان‌های مناسب برای گردشگری طبیعی است.
- درخت چنار چرمه

این درخت دارای قدمت طولانی می باشد.
- مقبره پیراباذر

از مکان های مذهبی این روستا می باشد.

## نگارخانه

غار بتون اژدها غار بتون اژدها
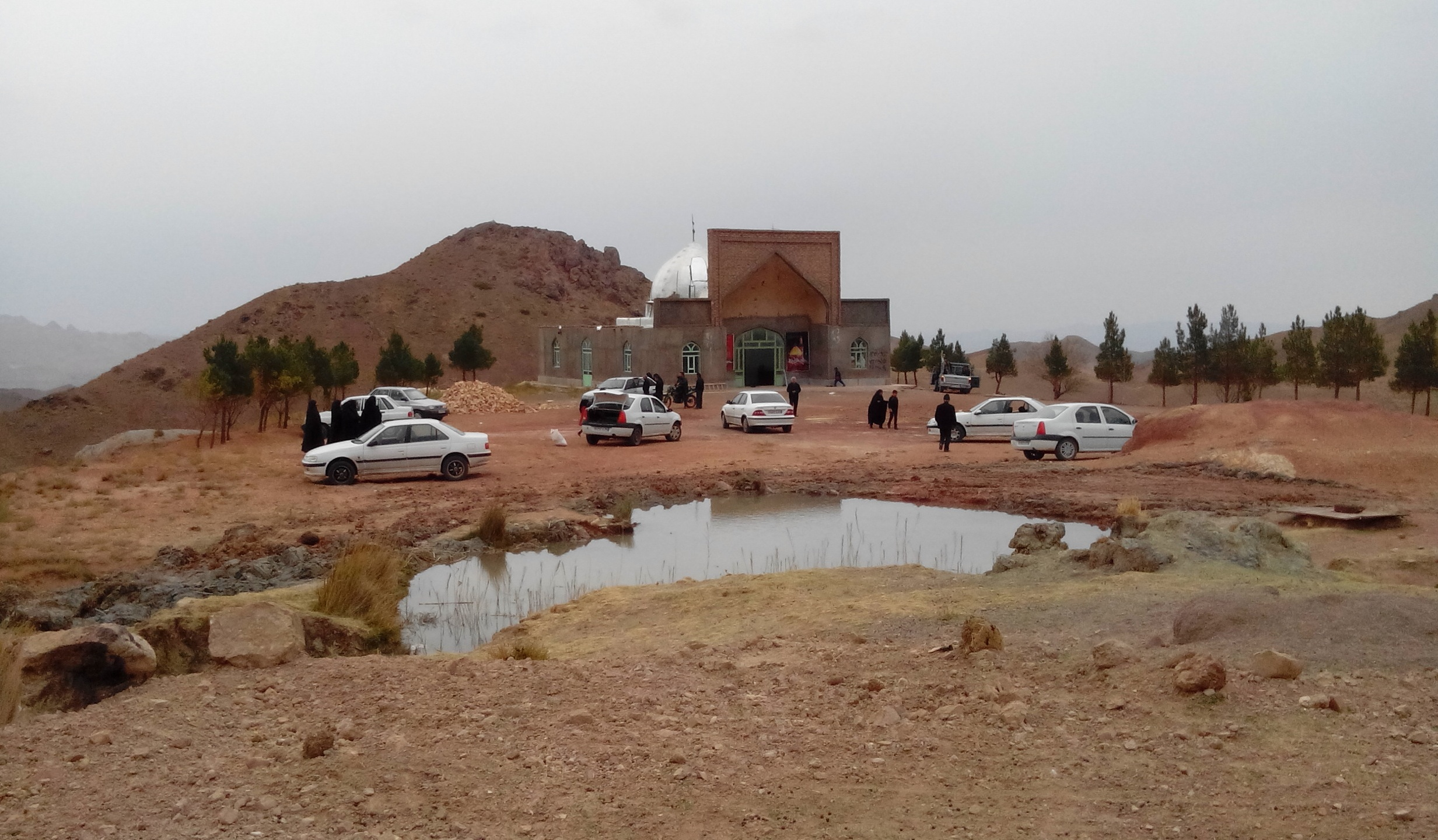
مقبره پیر اباذر
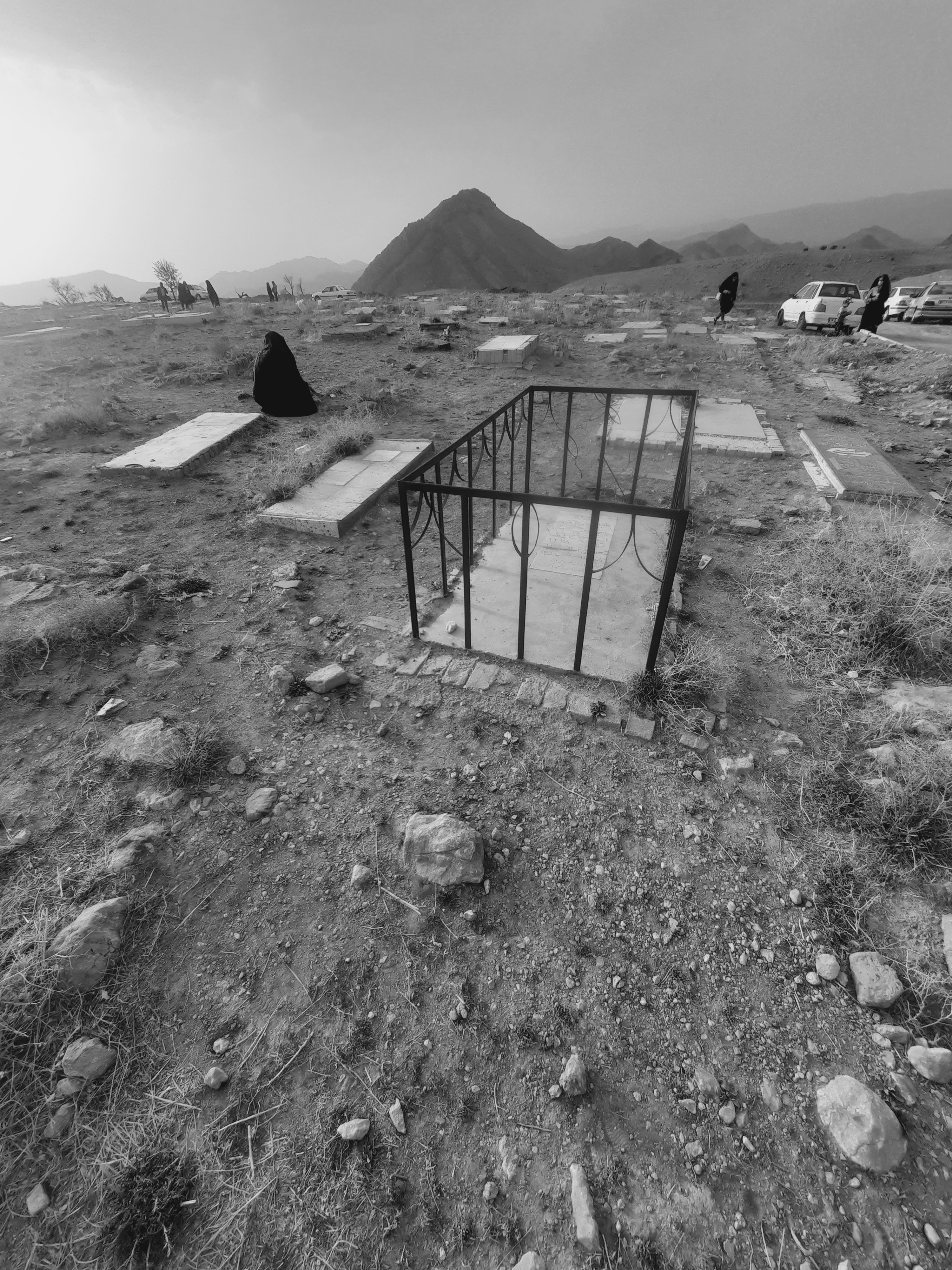
قبرستان چرمه
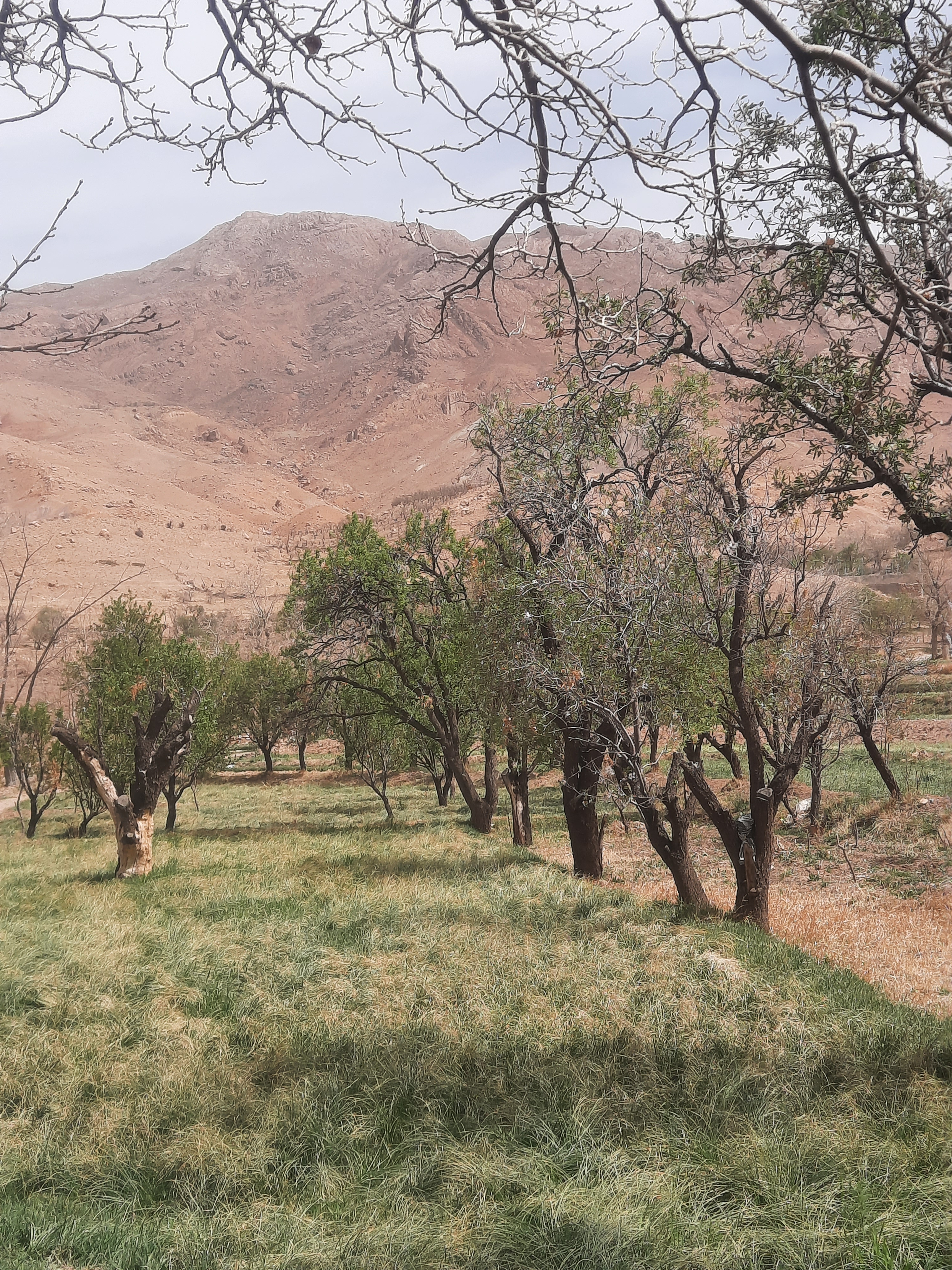
باغستان چرمه